# Andrija Prlainović
Andrija Prlainović, cyr. Андрија Прлаиновић (ur. 28 kwietnia 1987) – serbski piłkarz wodny. Brązowy medalista olimpijski z Pekinu i Londynu.
Zdobył również złoty medal podczas mistrzostw świata w Rzymie w 2009 roku i srebrny podczas mistrzostw świata w Szanghaju w 2011 roku.
Igrzyska w Londynie były dla niego drugimi igrzyskami olimpijskimi, wcześniej wystąpił na igrzyskach w Pekinie w 2008 roku. W Londynie Serbowie w meczu o brązowy medal wygrali z Czarnogórą, podobnie jak cztery lata wcześniej w Pekinie.